# 西貢熱火
西貢熱火（英語：Saigon Heat），成立於2011年是越南歷史上首支職業籃球隊，現時參與東南亞職業籃球聯賽。

## 球隊歷史
西貢熱火成立於2011年，也是當地西貢體育學院主導下發展體育的計劃，在2014年首闖ABL季後賽，更在2016年主導越南職業聯賽成立。
2017年暑假，西貢熱火與教練東尼加比拿圖解約，邀請前加拿大國家隊成員凱爾·朱利葉斯執教。

## 球隊場館
在2014年，西貢熱火遷館至CIS場館，而「CIS」其實是「Canadian International School」的縮寫，場館只是個學校體育館，容量僅2500名觀眾。

## 歷任主教練
- Robert Newson (2012)
- Jason Rabedeaux † (2012–2014)
- Anthony Garbelotto (2014–2017)
- 凱爾·朱利葉斯 (2017–2019)
- 凱文·尤爾庫斯（英语：Kevin Yurkus） (2019–今)

## 外部連結
- 官方网站 （越南文） （英文）
- Saigon Heat的Facebook專頁 （越南文） （英文）
- Saigon Heat at ASEANBasketballLeague.com